# Baiju Bhatt (Musiker)
Baiju Bhatt (Hindi बैजू भट्ट; * 1988) ist ein indisch-schweizerischer Jazz- und Fusionmusiker (Geige, Komposition), der als Leiter der Jazz-/Weltmusik-Band Red Sun bekannt wurde.

## Leben und Wirken
Bhatt, der in Lausanne als Sohn einer Schweizer Lehrerin und des Sitarspielers Krishna Bhatt aufwuchs, aber regelmässig auch in Indien seine Ferien verbrachte, entdeckte die Geige im Alter von sechs Jahren. Bis zu seinem 20. Lebensjahr studierte er klassische Musik am Conservatoire de Lausanne. Sein Masterstudium an der Haute École de Musique de Lausanne absolvierte er mit einem Exzellenzpreis.
Bhatt spielte mit der Gruppe SWS das Album SIWTD ein (Unit Records 2013). Dann liess er sich in Paris nieder, um mit Nguyên Lê und Vincent Ségal, aber auch mit Amine & Hamza M’Raihi und ihrer Band Beyond Borders (Fertile Paradoxes, 2017) sowie dem Trio Zakaman zu arbeiten. 2015 gründete er sein Quintett Red Sun mit Valentin Conus am Saxophon, der sechs Jahre mit türkischen Musikern in der Türkei gearbeitet hatte, Mark Priore (Klavier), Blaise Hommage (E-Bass) und Cyril Régamey am Schlagzeug. Zunächst erschienen dessen Alben Alive in Lausanne (2017) und Eastern Sonata (2018). 2023 folgte in veränderter Besetzung, unterstützt auch von Nguyên Lê sowie den Sängerinnen Veronika Stalder und Raphaëlle Brochet, bei Neuklang People of Tomorrow. 2018 gründete er mit dem amerikanischen Geiger Christian Howes den Creative Strings Workshop. Weiterhin ist er auf dem Album Berlin Suite von Timothy Verdesca zu hören.
Bhatt ist ausserdem Dozent am Konservatorium Lausanne und gibt international Workshops.